# Иван Делин
Иван Лазаров, по-известен като Иван Делин е кмет на Ботевград в периода 1949 – 1953 г.

## Биография
Реден е през 1914 г. в Орхание. Негов баща е Васил Лазаров Делин, който е член на Българската комунистическа партия и е убит през 1925 г. в ботевградските казарми. Завършва основно образование и постъпва в Орханийската гимназия, откъдето е изключен, заради левите си убеждения. След 9 септември 1944 г. работи в данъчна служба, в пътно стопанство и др.
Избран е за Председател на градския народен съвет /ГНС/ през май 1949 г., след проведени избори за окръжни, околийски, градски и селски народни съвети. От месец юни встъпва в длъжност. За секретар на ГНС е избран Никола Попов. Управлението му непосредствено след Втората световна война е трудно. Въведена е купонна система. Трудностите в града идват и от това, че частното земеделие е в ликвидация. Прави първите си стъпки създаденото ТКЗС. Само там намират сезонна работа част от хората. Градският народен съвет разполага с ограничени средства. Той е подчинен на Околийския народен съвет. Завършена е сградата на Новата гимназия (днес „Проф. д-р Асен Златаров“). От 1950 г. започва обучението в нея. За директор е назначен математикът Петър Цончев – местен гражданин с отлични познания и организаторски качества. Назначени са добре подготвени учители. В същата година във връзка с реформата в образователната система на България, Началното училище, Прогимназията и гимназиални паралелки, сформирани от източните села на околията и източната част на града, са обединени в ССУ „Н. Й. Вапцаров“. За директор е назначен Марин Нинов – родом от с. Лъжене (дн. Трудовец), завършил педагогика в Софийския университет.
По време на кметуването на Иван Делин се полагат основите на местната промишленост. През лятото на 1950 г. е създаден Околийски промкомбинат. Към него по-късно са открити килимарски цехове, също петмезоварна. От предприятията на републиканската промишленост работят ДИП „Г.Димитров“ и автокаросерийните работилници. Много оживен е шосейният път от София за Плевен, Русе, Варна, който минава през централния площад на Ботевград, където е и агенцията (автогарата). На площад „Освобождение“ се намира и откритият през 1939 г. паметник на орханийския поет–герой Стамен Панчев. Според държавни и околийски власти паметникът пречи на движението по натоварения шосеен път. Взето е решение да бъде демонтиран и преместен.
Кметуването на Иван Делин съвпада с първата петилетка на Народна република България, през която за Ботевград е предвидено
изработване на квартални за строителни планове, построяване на кланица с хладилник, павиране на улици, изграждане на тротоари и бордюри, нова водопроводна мрежа и др. Общинското предприятие „Хоремаг“ (хотели – ресторанти – магазини) организира работата на тези звена.
Иван Делин е освободен от длъжност след местните избори през 1953 г. Назначен е за директор на „Градска търговия“. По късно заедно със семейството си се
изселва в София. Умира през 1979 г.